# Iluszkina
Iluszkina (ros. Илюшкина) – rzeka we wschodniej Syberii. Przepływa przez rejon turuchański kraju krasnojarskiego. Długość rzeki wynosi 16 km. Wpada bezpośrednio do Jeniseju w odległości 1190 km od jego ujścia. Ujście położone jest naprzeciw wyspy w korycie Jeniseju - Wierchniego Opieczka.